# V838 Monocerotis
V838 Monocerotis är en luminös röd nova i Enhörningens stjärnbild som hade sitt utbrott 2002. Den känns igen på det ljuseko som den omges av. V838 Monocerotis är en dubbelstjärna som befinner sig ungefär 20 000 ljusår från solsystemet. Stjärnsystemet blev prototypstjärna för de luminiösa röda novorna efter sitt utbrott.